# Nanaimo
Nanaimo is met 99.863 (2021) inwoners de op een na grootste stad op het Vancouvereiland in Brits-Columbia in Canada.

## Geschiedenis
De eerste Europeanen die voet aan wal zetten in Nanaimo waren de bemanningsleden van een Spaanse zeereis van Juan Carrasco uit 1791, onder leiding van Francisco de Eliza. Zij noemden de haven van Nanaimo Bocas de Winthuysen. De plaats zelf werd Colevile Town genoemd totdat deze naam in 1860 werd gewijzigd in Nanaimo.
Nanaimo fungeerde aanvankelijk als handelspost in het begin van de negentiende eeuw. In 1849 informeerde Ki-et-sa-kun, het hoofd van de Snuneymuxw (de oorspronkelijke bevolking van Nanaimo), de Hudson's Bay Company over de aanwezigheid van steenkool in dit gebied. Vier jaar later werd door dit bedrijf een fort gebouwd, Nanaimo Bastion genaamd. De stad Nanaimo was destijds vooral bekend door de uitvoer van steenkool. Mede dankzij Robert Dunsmuir, een arbeider van Hudson's Bay Company, werden een aantal kolenmijnen gebouwd in de buurt van de haven van Nanaimo. Later zou Dunsmuir als een van de eerste onafhankelijke mijnwerkers in dit gebied werken en vanaf 1869 als oprichter van Dunsmuir and Diggle Ltd de Hudson's Bay Company beconcurreren. De steenkool die gewonnen werd in de Nanaimoïsche mijnen werd door de Vancouver Coal Company in de havens van Nanaimo doorverkocht.

## Geboren in Nanaimo
- Brenda Taylor (1962), roeister
- Diana Krall (1964), jazzzangeres en -pianiste, vrouw van Elvis Costello
- Justin Chatwin (1982), acteur
- Jodelle Ferland (1994), actrice